# Иванов, Андрей Михайлович
Андрей Михайлович Иванов (род. 27 июля 1971 года, Таллин, ЭстССР, СССР) — российский учёный-медик, биохимик, специалист в области медицинской биохимии, полковник медицинской службы, член-корреспондент РАН (2016).

## Биография
Родился 27 июля 1971 года в Таллине ЭстССР в семье врача.
В 1996 году окончил Военно-медицинскую академию имени С. М. Кирова.
С 2000 года работает в ВМедА имени С. М. Кирова: преподаватель кафедры микробиологии (2000—2007), начальник научно-исследовательского отдела нанобиотехнологий (2007—2011), заведующий кафедрой клинической биохимии и лабораторной диагностики (с 2011 года).
Главный лаборант Минобороны России, начальник Центра клинической лабораторной диагностики, главный специалист по лабораторной диагностике ВМедА имени С. М. Кирова.
В 2006 году защитил докторскую диссертацию.
В 2009 году присвоено учёная звание профессора.
В 2016 году избран членом-корреспондентом РАН.

## Научная деятельность
Специалист в области медицинской биохимии.
Ведет исследования в следующих областях:
- прогнозирование развития ситуаций в области генной, клеточной и белковой инженерии;
- разработка, освоение и внедрение в лабораторную, клиническую и эпидемиологическую практику современных молекулярно-биологических, иммунологических и микробиологических методов диагностики инфекционных заболеваний;
- разработка методов выявления антигенов микроорганизмов, ДНК- и РНК- маркеров на основе
- технологии биочипов;
- изучение этиологической роли микроорганизмов в злокачественных новообразованиях и
- патологии иммунной системы.

Автор более 340 опубликованных работ, в том числе 7 изобретений, 2 монографий, 3 руководств и справочников для врачей, 8 методических рекомендаций, 6 национальных клинических рекомендаций.
Под его руководством защищены 4 докторских и 9 кандидатских диссертаций.